# Potnia affinis
Potnia affinis är en insektsart som beskrevs av Buckton. Potnia affinis ingår i släktet Potnia och familjen hornstritar. Inga underarter finns listade i Catalogue of Life.